# Karl Heinrich Fielitz

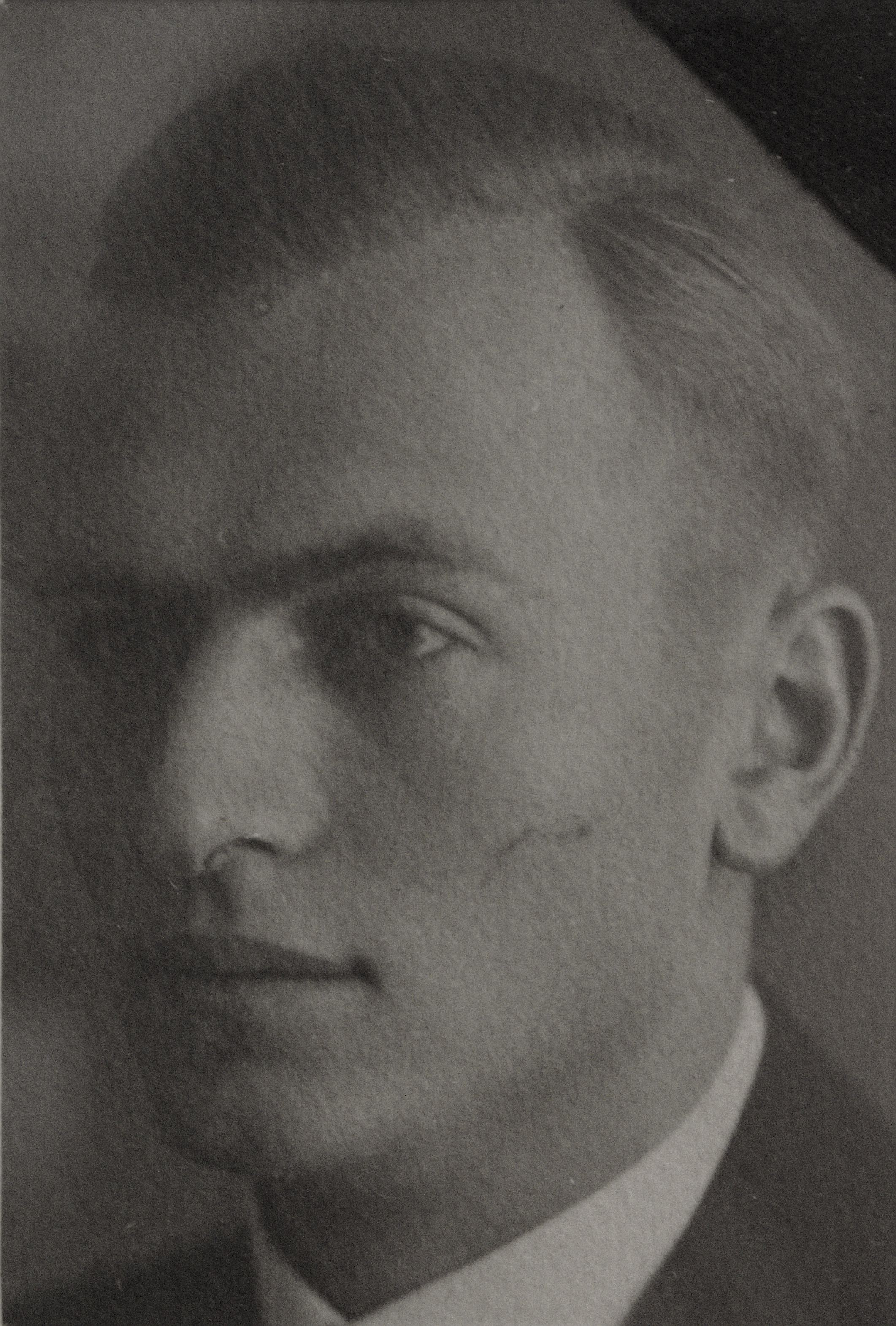
Karl Heinrich Fielitz als Student (1928)

Karl Heinrich Gerhard Martin Fielitz (* 4. Dezember 1903 in Rostock; † 20. Februar 1982 in Mainz) war ein preußischer Verwaltungsbeamter, Landrat und Regierungsdirektor.

## Leben und Herkunft
Karl Heinrich Fielitz war der Sohn des Kaufmanns Carl (Wilhelm Heinrich) Fielitz und dessen Frau Martha Marie Bertha Erna, geb. Dierling. Von 1921 bis 1926 absolvierte er eine Ausbildung im Bankwesen und nahm im Anschluss eine Tätigkeit in der Schiffsmakler-Branche auf. Dann begann ein Studium der Rechtswissenschaften in Bonn, Heidelberg und Rostock, worauf er 1932 Gerichtsreferendar, 1935 Gerichtsassessor, 1936 Regierungsassessor und 1939 Regierungsreferendar in Arnsberg wurde. Er war Mitglied der Studentenverbindung Leonesia Heidelberg. Im Jahr 1940 arbeitete er für den Chef der Zivilverwaltung in Luxemburg, dann war er Landeskommissar in Grevenmacher und vom 20. September 1944 bis Anfang März 1945 wurde er vertretungsweise mit den Aufgaben als Landrat des Kreises Daun betraut. Gegen Ende des Zweiten Weltkriegs wurde er von der Militärregierung interniert. Später wurde er Regierungsdirektor im Wirtschaftsministerium des neu geschaffenen Bundeslandes Rheinland-Pfalz.